# José María Yturralde
José María López Yturralde, conocido como José María Yturralde (Cuenca, 29 de mayo de 1942) es un pintor, profesor y artista español.

## Biografía
Comenzó su formación artística con José María Aranaz, un pintor de Peralta (Navarra). Estudió en la Escuela de Artes y Oficios de Zaragoza, e hizo prácticas en la empresa publicitaria Suma. En 1957 se trasladó a Valencia a la Escuela Superior de Bellas Artes de San Carlos. En 1959 estuvo en París y entró en concimiento del arte contemporáneo, especialmente  Nicolás de Staël, Claude Monet, Paul Cézanne, Amadeo Modigliani, Robert Delaunay, Henri Matisse, Georges Roualt. En 1960 se instaló por un tiempo en Stuttgart, donde se interesó por el grupo Der Blaue Reiter (El Jinete Azul). 
Es licenciado y Doctor en Bellas Artes por la Universidad Politécnica de Valencia y académico de número de la Real Academia de Bellas Artes de San Carlos de Valencia. Es catedrático de Pintura de la Facultad de Bellas Artes de Valencia. Disfrutó de una beca en el Colegio Mayor San Juan de Ribera, de Burjasot.
Trabaja en su estudio en Alboraya (Valencia)

## Trayectoria
En 1968 accedió como becario al Centro de Cálculo de la Universidad de Madrid, dirigido por Ernesto García Camarero, donde realizó sus primeros trabajos con ordenadores. Ha ganado diversos premios y realizado estancias en el extranjero, entre otros centros, en el MIT, donde entró en contacto con György Kepes, Otto Piene, Jürgen Claus, Walter De Maria y Mark Mendel, entre otros.
Ejerció como Conservador Adjunto en el Museo de Arte Abstracto Español de Cuenca. Desarrolló un tipo de arte próximo a la ciencia, como son sus Figuras Imposibles. Introdujo en España el arte cinético , realizando además trabajos con láser y holografías. También es el creador de las Estructuras voladoras, obras tridimensionales capaces de volar. En sus obras más recientes, se ha centrado en el estudio del color y su influencia sobre las emociones y el estado de ánimo.
En 1999 el IVAM de Valencia le dedicó una retrospectiva, y en 2021 exhibió en la fachada del museo la obra Hathor, de 9x9 metros.
En 2022 el artista sonoro Miguel Álvarez-Fernández compuso, a partir de la obra de Yturralde, y por encargo de la Feria de arte contemporáneo Estampa, la pieza de música electrónica Estudio sobre gradaciones infinitesimales, publicada en una edición limitada de 200 discos de vinilo numerados y firmados que también incluyen la composición Estudio sobre lo oscuro y sus densidades (inspirada por la obra de Jordi Teixidor).

## Premios
- Premio Nacional de Artes Plásticas 2020,[5] otorgado por el Ministerio de Cultura y Deporte, por su alto nivel de experimentalidad en su trayectoria, donde ha conectado arte y ciencia.[6]